# تاكيهيكو كاوانيشي
تاكيهيكو كاوانيشي (باليابانية: 川西 武彦) (9 أكتوبر 1938 في هيروشيما في اليابان – )؛ هو لاعب كرة قدم ياباني سابق كان يلعب كلاعب وسط. سبق له أن لعب مع منتخب اليابان.

## وصلات خارجية
- تاكيهيكو كاوانيشي على موقع ناشيونال فوتبول تيمز (الإنجليزية)
- تاكيهيكو كاوانيشي على موقع عالم كرة القدم.نت (الإنجليزية)

- National Football Teams
- Japan National Football Team Database